# Коробки (Богодухівський район)
Коробки — колишнє село в Золочівському районі Харківської області, підпорядковувалося Феськівській сільській раді.
1998 року приєднане до села Головашівка.
Село знаходилося за 4 км від лівого берега річки Уда, за 1 км — колишнє село Микільське.

## Принагідно
- Картка постанови[недоступне посилання з червня 2019]
- Мапіо